# Municipio de South Dixon
El municipio de South Dixon (en inglés: South Dixon Township) es un municipio ubicado en el condado de Lee en el estado estadounidense de Illinois. En el año 2010 tenía una población de 918 habitantes y una densidad poblacional de 11,98 personas por km².

## Geografía
El municipio de South Dixon se encuentra ubicado en las coordenadas 41°47′51″N 89°27′4″O / 41.79750, -89.45111. Según la Oficina del Censo de los Estados Unidos, el municipio tiene una superficie total de 76.65 km², de la cual 76,6 km² corresponden a tierra firme y (0,07 %) 0,05 km² es agua.

## Demografía
Según el censo de 2010, había 918 personas residiendo en el municipio de South Dixon. La densidad de población era de 11,98 hab./km². De los 918 habitantes, el municipio de South Dixon estaba compuesto por el 97,06 % blancos, el 0,11 % eran afroamericanos, el 0,22 % eran amerindios, el 0,87 % eran asiáticos, el 1,09 % eran de otras razas y el 0,65 % eran de una mezcla de razas. Del total de la población el 2,4 % eran hispanos o latinos de cualquier raza.